# Brzostno
Brzostno [ˈbʐɔstnɔ] là một ngôi làng thuộc khu hành chính của Gmina Choszczno, thuộc hạt Choszczno, West Pomeranian Voivodeship, ở phía tây bắc Ba Lan. Nó nằm khoảng 15 kilômét (9 mi) phía đông Choszczno và 75 km (47 mi) về phía đông của thủ đô khu vực Szczecin.
Trước năm 1945, khu vực này là một phần của Đức. Đối với lịch sử của khu vực, xem Lịch sử của Pomerania.